# Karczunek (Kałuszyn)
Karczunek – część miasta Kałuszyn w Polsce, położona w województwie mazowieckim, w powiecie mińskim, w gminie Kałuszyn. Stanowi słabo zabudowane tereny na północnych peryferiach miasta.
Dawniej pastwisko w gminie Kuflew w powiecie mińskim, za II RP w województwie warszawskim. 1 września 1922 włączony do Kałuszyna.